# Pilton (Somerset)
Pilton – wieś w Anglii, w hrabstwie Somerset, w dystrykcie (unitary authority) Somerset. Leży 32 km na południe od miasta Bristol i 176 km na zachód od Londynu. W 2001 miejscowość liczyła 935 mieszkańców.
W pobliżu co roku odbywa się Glastonbury Festival.